# 钟巢希蛛
钟巢希蛛（学名：[Achaearanea campanulata] 错误：{{Lang}}：文本有斜体标记（帮助））为球蛛科希蛛属的动物。在中国大陆，分布于浙江、湖北、贵州等地，多生活于钟形巢内以及多吊挂于崖岩、土坡的凹入处及石墙缝隙的顶壁上。该物种的模式产地在浙江。